# Pseudoliparis (plant)
Pseudoliparis is een geslacht van ongeveer veertig soorten orchideeën uit de onderfamilie Epidendroideae. Het is afgescheiden van het geslacht Malaxis.
Het zijn terrestrische planten, die bij oppervlakkige beschouwing lijken op Malaxis of Liparis. Ze zijn afkomstig uit Zuidoost-Azië.

## Naamgeving enetymologie
- Synoniem: Malaxis Sol. ex Sw. (1778)

De botanische naam Pseudoliparis is afgeleid van het Oudgriekse ψευδής, pseudēs (vals) en van het geslacht Liparis, naar de gelijkenis met dat geslacht.

## Kenmerken
Pseudoliparis-soorten lijken in grote mate op die van het zustergeslacht Malaxis, waar het tot onlangs deel van uitmaakte. Ze worden gekenmerkt door de fijne, bijna gelijkvormige kelk- en kroonbladen, de vlakke, geoorde, ongedeelde of zwak drielobbige bloemlip met een centrale callus, een lang, slank en dorsoventraal afgeplat gynostemium, een rechtopstaande, lijnvormige helmknop met vier kegelvormige pollinia en twee lint-, hoorn- of vleugelvormige staminodia, een driehoekig rostellum en een smalle, ovale en duidelijk holle stempel.

## Taxonomie
Pseudoliparis werd oorspronkelijk als geslacht beschreven door Finet in 1907, maar daarna opgenomen in het geslacht Malaxis.
Het werd opnieuw als volwaardig geslacht beschouwd door Margońska en Szlachetko.
Het geslacht telt in de meest recent geaccepteerde taxonomie 41 soorten. De typesoort is Pseudoliparis epiphytica.

### Soortenlijst
- Pseudoliparis arietina (Ames) Marg. & Szlach. (2001)
- Pseudoliparis atrobrachiata (Ridl.) Marg. (2003)
- Pseudoliparis balabacensis (Ames) Marg. & Szlach. (2000)
- Pseudoliparis bataanensis (Ames) Marg. (2003)
- Pseudoliparis brachycaulos (Schltr.) Szlach. & Marg. (1999)
- Pseudoliparis breviscapa (Schltr.) Szlach. & Marg. (1999)
- Pseudoliparis cruciatis Marg. & Szlach. (2000)
- Pseudoliparis curvatula (Schltr.) Szlach. & Marg. (1999)
- Pseudoliparis curviauriculata Szlach. & Marg. (1999)
- Pseudoliparis diploceras (Schltr.) Szlach. & Marg. (1999)
- Pseudoliparis epiphytica (Schltr.) Finet (1907)
- Pseudoliparis graminifolia (Schltr.) Szlach. & Marg. (1999)
- Pseudoliparis gregorii Marg. & Szlach. (2000)
- Pseudoliparis heliophoba (J.J.Sm.) Marg. (2003)
- Pseudoliparis hippocrepiformis (J.J.Wood) Marg. (2003)
- Pseudoliparis incurva (J.J.Sm.) Szlach. & Marg. (1999)
- Pseudoliparis inexspectata (J.J.Sm.) Marg. (2003)
- Pseudoliparis kortylewskiana Marg. (2005)
- Pseudoliparis laevis (Schltr.) Szlach. & Marg. (1999)
- Pseudoliparis latipetala (J.J.Sm.) Marg. & Szlach. (2000)
- Pseudoliparis maboroensis (Schltr.) Szlach. & Marg. (1999)
- Pseudoliparis macrotis (Kraenzl.) Szlach. & Marg. (1999)
- Pseudoliparis magnicallosa Marg. & Szlach. (2001)
- Pseudoliparis microhybos (Schltr.) Szlach. & Marg. (1999)
- Pseudoliparis moluccana (J.J.Sm.) Marg. (2003)
- Pseudoliparis multiflora (Ames & C.Schweinf.) Marg. (2003)
- Pseudoliparis orbicularis Marg. & Szlach. (2001)
- Pseudoliparis raciborskii Szlach. & Marg. (1999)
- Pseudoliparis ramosii (Ames) Marg. & Szlach. (2001)
- Pseudoliparis rhinoceros (J.J.Sm.) Szlach. & Marg. (1999)
- Pseudoliparis schumanniana (Schltr.) Szlach. & Marg. (1999)
- Pseudoliparis seleniglossa (Schltr.) Szlach. & Marg. (1999)
- Pseudoliparis stenophylla (Schltr.) Szlach. & Marg. (1999)
- Pseudoliparis torricellensis (Schltr.) Szlach. & Marg. (1999)
- Pseudoliparis tubulosa (J.J.Sm.) Szlach. & Marg. (1999)
- Pseudoliparis umbonata (Schltr.) Szlach. & Marg. (1999)
- Pseudoliparis uncata (Ames) Marg. (2003)
- Pseudoliparis undulata (Schltr.) Szlach. & Marg. (1999)
- Pseudoliparis van-royenii Szlach. & Marg. (1999)
- Pseudoliparis wappeana (J.J.Sm.) Marg. (2003)
- Pseudoliparis zippelii (J.J.Sm.) Marg. (2003)